# Тріколіч
Тріколіч (рум. Tricolici) — село в Молдові в Каушенському районі. Входить до складу комуни, центром якої є село Бакчалія. 
У селі проживають українці та молдовани. Українців більшість. 

## Населення

### Національність
Розподіл населення за національністю за даними перепису 2004 року:
| Національність   | Відсоток |
| ---------------- | -------- |
| українці         | 50,72%   |
| молдовани/румуни | 36,23%   |
| росіяни          | 13,04%   |

| Молдова | Це незавершена стаття з географії Молдови. Ви можете допомогти проєкту, виправивши або дописавши її. |

1. ↑  https://statistica.gov.md/ro/caracteristici-demografice-nationale-lingvistice-culturale-52_3669.html